# Кетебай (Туркестанская область)
Кетебай (каз. Кетебай, до 2001 г. — Целинное) — село в Жетысайском районе Туркестанской области Казахстана. Входит в состав Каракайского сельского округа. Код КАТО — 514467900.

## Население
В 1999 году население села составляло 1281 человек (661 мужчина и 620 женщин). По данным переписи 2009 года, в селе проживал 1471 человек (746 мужчин и 725 женщин).